# 希区柯克 (电影)
是一部2012年的美国传记電影，由薩沙·傑瓦西执导，改编自史蒂芬·雷貝洛所寫的纪实书籍《驚悚大師希區考克：重返驚魂記》。美国于2012年11月23日上映，2012年12月14日全球上映。

## 剧情
讲述导演亞弗列·希治閣和他的妻子艾玛·雷维尔在拍摄电影《驚魂記》期间所发生的故事。

## 演员
- 安東尼·霍普金斯 饰 亞弗列·希治閣
- 海倫·美蘭 饰 艾玛·雷维尔（英语：Alma Reville）
- 史嘉蕾·喬韓森 饰 珍妮特·利
- 東妮·克莉蒂 饰 佩吉·羅伯遜（英语：Peggy Robertson）
- 丹尼·休斯頓 饰 懷特菲爾德·庫克（英语：Whitfield Cook）
- 謝茜嘉·比爾 饰 維拉·邁爾士（英语：Vera Miles）
- 詹姆斯·達西 饰 安東尼·柏金斯
- 麥可·斯圖巴 饰 李維·瓦瑟曼（英语：Lew Wasserman）
- 雷夫·馬奇歐 饰 約瑟夫·斯蒂法諾（英语：Joseph Stefano）
- 寇特伍德·史密斯（英语：Kurtwood Smith） 饰 Geoffrey Shurlock
- 麥可·溫考特（英语：Michael Wincott） 饰 艾德·蓋恩
- 理查·波特諾（英语：Richard Portnow） 饰 巴尼·巴拉班（英语：Barney Balaban）
- 華勒斯·蘭漢（英语：Wallace Langham） 饰 索爾·巴斯
- Paul Schackman 飾 伯納德·赫爾曼
- 庫里·格拉漢姆 飾 PR Flack
- Richard Chassler 飾 馬丁·鮑爾薩姆
- 斯賓塞·雷伊（英语：Spencer Leigh (actor)） 飾 Nunzio
- Josh Yeo 飾 約翰·加文

## 制作
2012年4月13日在洛杉矶开拍，5月31日杀青。

## 评价
媒体综评56分，烂番茄新鲜度61%，尽管评价两极分化，不过对安东尼·霍普金斯的赞誉颇多。
代表性评价：
- “丰满的表演、充满魅力的对白，一丝不苟的指导手法和接地气的情感密集度，足以吸引你从影片开始的那一刹那就聚精会神直至结束”
- “影片并非野心勃勃或极端复杂，恰恰相反，这部电影非常简单。行云流水的画面衬托着有趣的对白，对史实人物的论述简洁而公正”
- “霍普金斯和海伦不出意外地展现出影帝影后的风范，你绝不希望错过他们的每一场对手戏！火花四溅当中竟然有出乎意料之外的尖酸与讽刺”
- “影片对希区柯克生平的展现太没有新意，拍的都是我们知道的，相比之下，还是两位主演的表现更有看点”。[5]